# Arapaçu-verde
O arapaçu-verde (Sittasomus griseicapillus) é uma ave da subfamília dos dendrocolaptíneos. É a única espécie do género Sittasomus. Nativo da América do Sul, mede entre 13 a 19  cm de comprimento, com coloração oliva-ocráceo intenso na parte superior. Habita florestas e bosques e se alimenta de insetos.

## Nomes populares
O nome arapaçu-verde foi selecionado como nome vernáculo técnico para a espécie pelo Comitê Brasileiro de Registros Ornitológicos (CBRO) em 2021.
Também é conhecida por arapaçu-de-cabeça-cinza, cutia-de-pau-pequena e trepadeira.

## Descrição e ecologia
A arapaçu-verde é uma ave esguia de pequeno porte, normalmente com 13.1–19.3 cm de comprimento e pesando 8.6–18 g . A cabeça, parte superior das costas e parte inferior das costas são oliva acinzentadas mais claras ou mais escuras, e as asas, cauda e parte inferior das costas são ruivas claras. O bico é curto e fino.
Seu canto normal é um trinado rápido e agudo wu-wu-wu-we-we-we-we-ee-ee-ee-ee-we-we-we-we, mas isso varia geograficamente.
Reproduz-se desde o sul do México, passando pela tropical América Central e do América do Sul até o norte da Argentina e Uruguai, e também em Tobago. A espécie é encontrada em toda a bacia amazônica, mas está ausente em seus trechos mais baixos, incluindo grande parte das Guianas adjacentes.
Também foi registrada no extremo sul da Guiana e no rio Essequibo (que pode ser seu limite oriental na região). Aparentemente, está completamente ausente do leste da Guiana em direção ao leste, através do Suriname e da Guiana Francesa.
No Uruguai, foi encontrada pela primeira vez em 1997 nas matas de galeria do rio Yaguarón, no departamento de Cerro Largo. Desde então, também foi registrado perto de Cuchilla de Mangrullo, bem como na Sierra de los Ríos.
É uma ave comum e difundida nas florestas. Alimenta-se de insetos e aranhas. Normalmente forrageia em troncos de árvores ou galhos grandes ou no solo, geralmente sozinho.
A arapaçu-verde pode se associar a grupos forrageiros de micos-leões-dourados (Leontopithecus rosalia) para capturar presas assustadas pelos macacos. também podem ser vistos ocasionalmente pegando presas voadoras como cupins no ar, e às vezes se juntam a bandos de alimentação de espécies mistas.
Devido à sua variedade extremamente ampla, a arapaçu-verde é considerada uma espécie pouco preocupante pela União Internacional para a Conservação da Natureza (IUCN).